# Ozola submontana
Ozola submontana är en fjärilsart som beskrevs av Holloway 1976. Ozola submontana ingår i släktet Ozola och familjen mätare. Inga underarter finns listade i Catalogue of Life.